# Кате, Герман-Фредерик-Карел тен

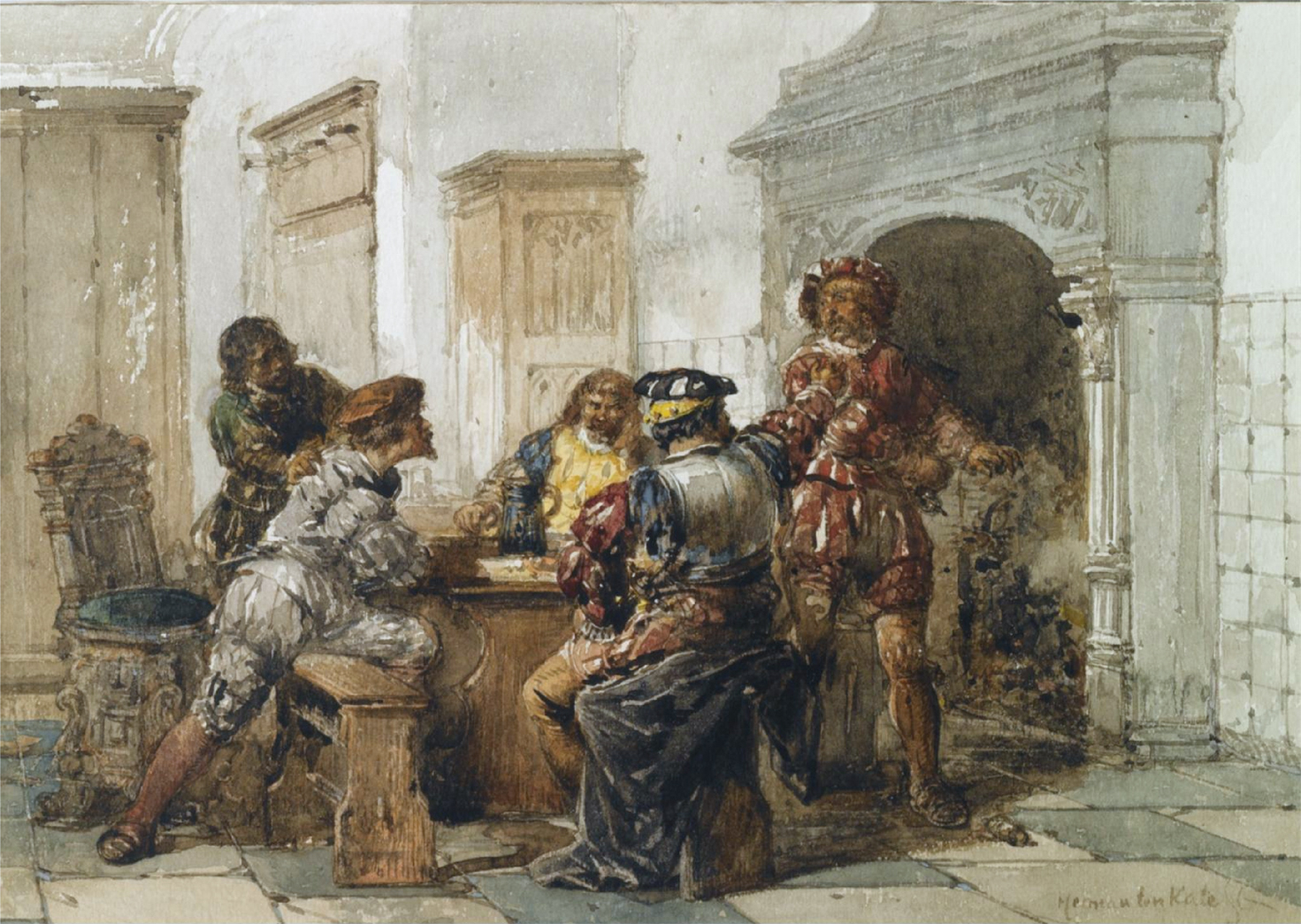
Спор

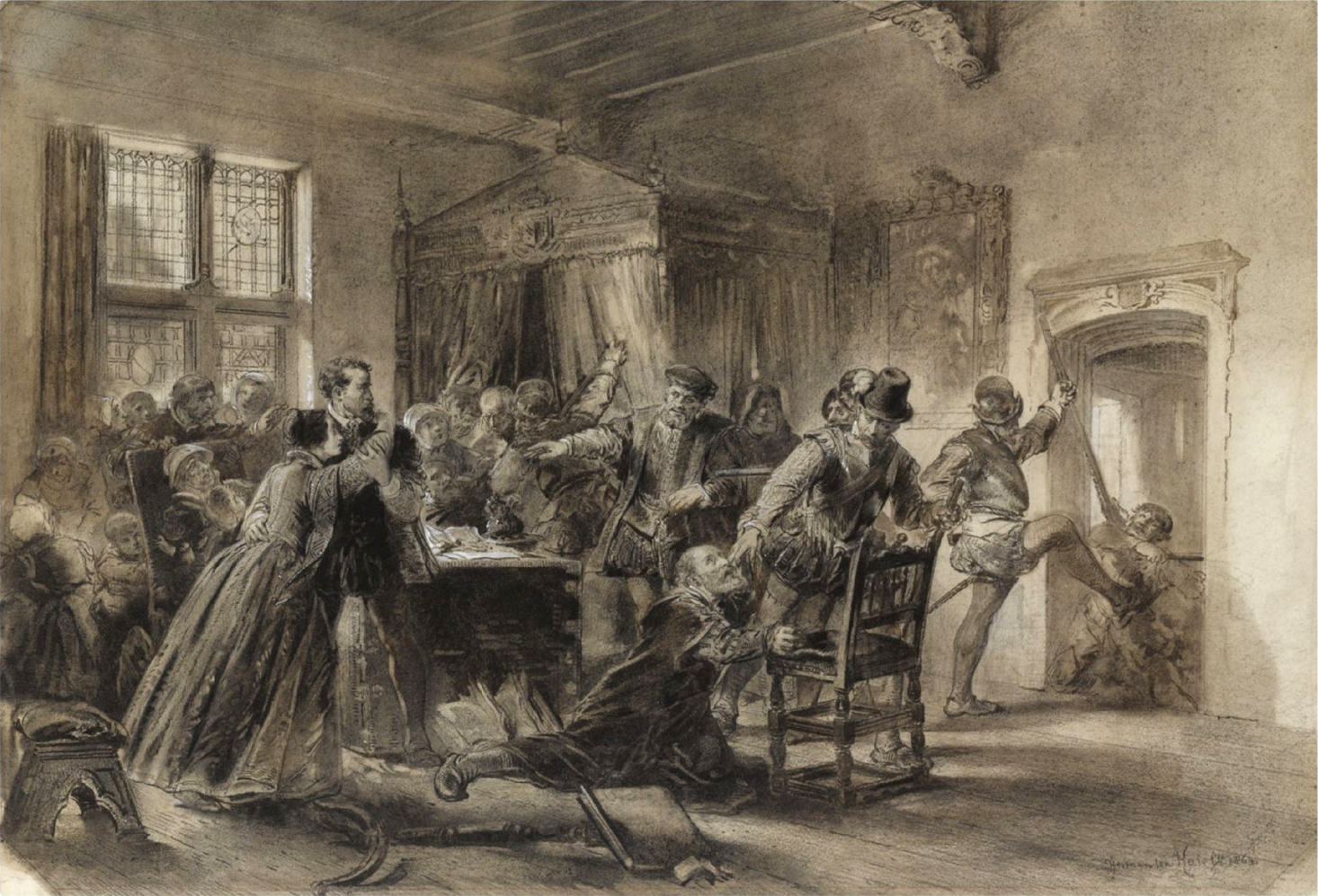
Грабёж

Герман-Фредерик-Карел тен Кате (нидерл. Herman Frederik Carel ten Kate; 1822, Гаага — 1891) — нидерландский живописец, известный своими картинами, рисунками и гравюрами.
Художник был известен как учитель и прославился благодаря картинам исторического жанра с акцентом на военных деятелей. Его современными художниками, которые также следовали тому же жанру картин, были Дэвид Блес, Александр Хьюго Баккер Корфф и Чарльз Рохуссен. Герман получил королевское покровительство при короле Нидерландов Вильгельме III.

## Биография
Учился в Амстердаме у К. Круземана. В 19 лет получил медаль от академии художеств. После этого, проведя несколько лет в Париже, вернулся в Амстердам, откуда впоследствии перебрался на жительство в Гаагу. Картины Кате, для которых он нередко берет сюжеты из быта XVI и XVII столетий, отличаются обдуманностью композиции, превосходной характеристикой выведенных на сцену лиц и сильным, сочным приемом письма.
Из них в особенности известны: «Пленные кальвинисты при Людовике XIV», «Отцовское благословение», «Политические разговоры», «Деревенский праздник» (1855), «Голландские рыбаки» (1857), «Нападение», «Караульня», «Пойманный шпион на допросе», «Сцена в харчевне», «Проба шпаги» и «Проба кисти».

## Личная жизнь
Его сын, Герман Ф. К. Тен Кейт младший, был антропологом. Его младший брат Мари Тен Кейт (1831—1910), также художник, больше находился под влиянием романтиков и был более свободен в написании картин.

## Карьера
Его карьера началась в 1837 году. Некоторые из картин Тен Кате, которые были очень популярны среди публики, изображали испанских или голландских солдат в униформе.